# Perot de Granyana
Perot de Granyana era un agricultor castellonenc, que suposadament va trobar en 1366 una imatge d'una mare de déu, mentre llaurava el seu camp amb dos bous. Segons l'historiador Josep Sánchez Adell, el terreny on actualment es troba la Basílica de la Mare de Déu del Lledó era propietat de Perot de Granyana.

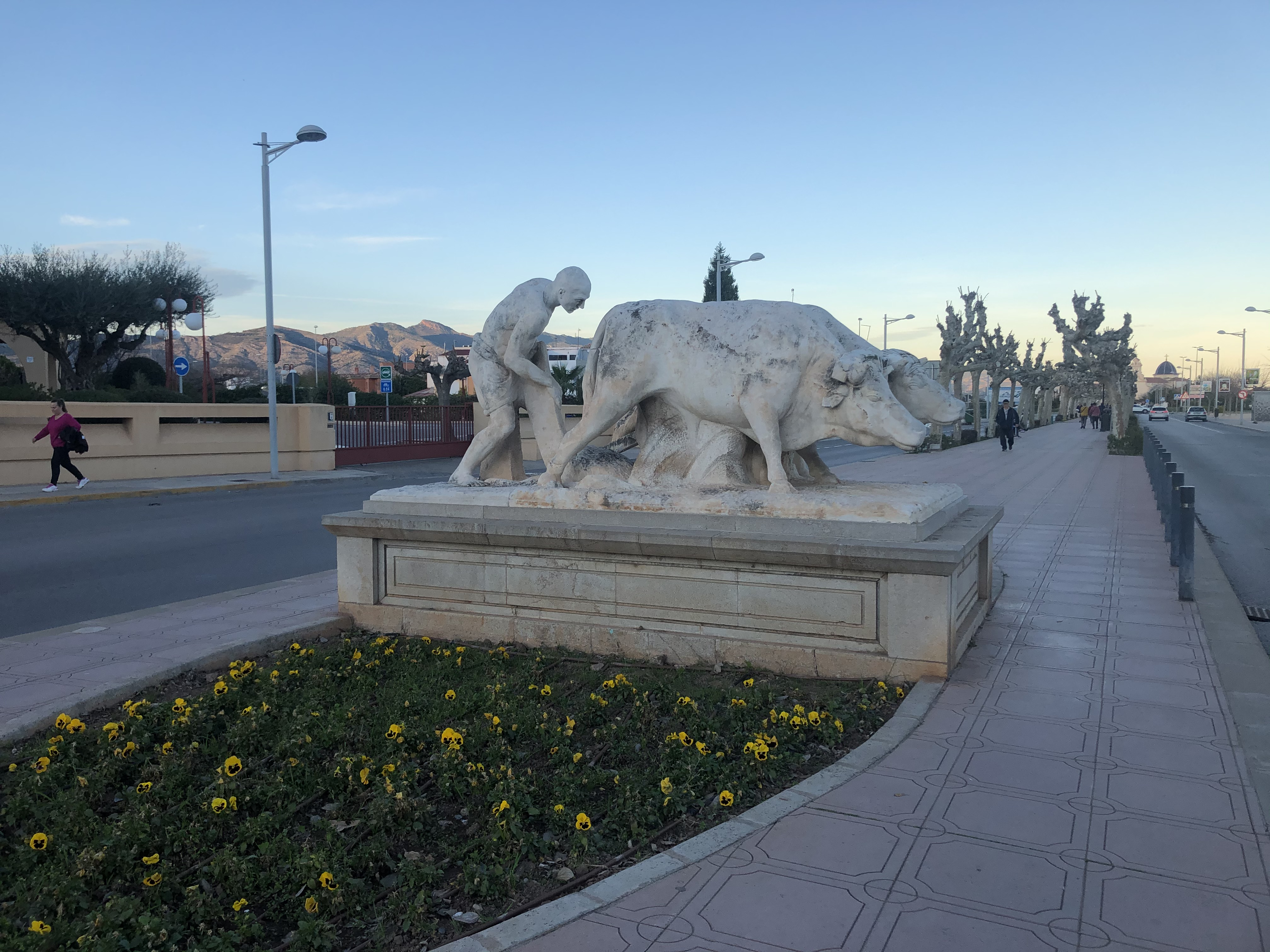
Estatua de J.B.Adsuara Ramos el 1959